# Golak
Golak är en bergstopp i Nordmakedonien. Den ligger i kommunen Berovo, i den östra delen av landet, 110 kilometer öster om huvudstaden Skopje. Toppen på Golak är 1 538 meter över havet.